# Patrologia
La patrologia è una scienza teologica che studia la vita e le opere dei padri della Chiesa da un punto di vista storico, dottrinale ed ecclesiastico. Insieme alla patristica e alla letteratura cristiana antica, la patrologia è una branca delle scienze patristiche: il termine è stato adoperato per la prima volta dal teologo luterano Johann Gerhard, autore dell'opera Patrologia sive De primitivae ecclesiae Christianae Doctorum vita ac lucubrationibus opusculum (Jena, 1653).